# Dithecodes thetis
Dithecodes thetis là một loài bướm đêm trong họ Geometridae.